# Paphiopedilum vietenryanum
Paphiopedilum vietenryanum är en orkidéart som beskrevs av Olaf Gruss och Petchl. Paphiopedilum vietenryanum ingår i släktet Paphiopedilum och familjen orkidéer. Inga underarter finns listade i Catalogue of Life.